# Deficyt masy
Deficyt masy (niedobór masy, defekt masy) – różnica między sumą mas poszczególnych składników układu fizycznego a masą tego układu. Najczęściej jest używana w odniesieniu do różnicy między sumą mas nukleonów wchodzących w skład jądra atomowego a masą jądra. Iloczyn niedoboru masy i kwadratu prędkości światła w próżni jest równy energii wiązania jądra, {\displaystyle \Delta E.}
{\displaystyle \Delta E=\Delta mc^{2},}
gdzie:
{\displaystyle \Delta m=Nm_{n}+Zm_{p}-m_{E(Z,N)},}
gdzie:
{\displaystyle E(Z,N)={}_{Z}^{A}E} – nuklid zawierający {\displaystyle N} neutronów i {\displaystyle Z} protonów {\displaystyle (N+Z=A),}
{\displaystyle m_{p}} = 1,00727 – masa protonu w jednostkach masy atomowej,
{\displaystyle m_{n}} = 1,00866 – masa neutronu,
{\displaystyle m_{E}} – masa jądra nuklidu,
{\displaystyle c} = 3·108 m/s – prędkość światła w próżni.
- 1 kilogram masy to równoważność energii {\displaystyle \Delta m\cdot c^{2}} = 9·1016 J,
- 1 gram masy to równoważność energii 9·1013 J,
- jednostce masy atomowej (1 u = 1,66053873(13)·10−27 kg) odpowiada energia 931 MeV.

## Przykłady
- fuzja jądrowa (synteza) jądrowa:

14N + 4He → 17O + 1p + {\displaystyle \Delta m}  gdzie {\displaystyle \Delta m} = −0,001282 u co odpowiada −1,143·108 kJ/mol.
- rozszczepienie jądra atomowego:
- różnica pomiędzy masą jądra atomowego a sumą mas nukleonów składowych:

Dla jądra 4He o masie 4,00150 zawierającego 2 protony ({\displaystyle m_{p}} = 1,00727) i 2 neutrony ({\displaystyle m_{n}} = 1,00866) suma mas nukleonów wynosi 4,03186, a więc deficyt masy {\displaystyle \Delta m=2m_{p}+2m_{n}-m_{He}=0{,}03036\ \mathrm {u} ,} co odpowiada 2,73·109 kJ/mol.